# Franz Schiewer
Franz Schiewer (Forst, 15 november 1990) is een Duits weg- en baanwielrenner. 
Vanaf 2010 tot 2016 reed Schiewer voor het Duitse LKT Team Brandenburg. Voor die ploeg won hij in 2009 de Ronde van Berlijn. Schiewer nam namens Duitsland deel aan de Wereldkampioenschappen baanwielrennen in 2011 hij behaalde tijdens dit WK een vijftiende plaats op de puntenkoers. Hij won het Europees kampioenschap stayeren in 2017 en 2018.

## Palmares

### Weg
2009
Eindklassement Ronde van Berlijn
2011
Rund um den Sachsenring
2016
 Duitskampioenschap ploegentijdrit

### Baan
| Jaar       | DK                            | EK         | WK         | Overige    |            |
| Als junior | Als junior                    | Als junior | Als junior | Als junior | Als junior |
| ---------- | ----------------------------- | ---------- | ---------- | ---------- | ---------- |
| 2008       | ploegenachtervolging          |            |            |            |            |
| Als Elite  |                               |            |            |            |            |
| 2010       | puntenkoers, koppelkoers      |            |            |            |            |
| 2011       | ploegenachtervolging, scratch |            |            |            |            |
| 2012       | puntenkoers                   |            |            |            |            |
| 2013       | ploegenachtervolging          |            |            |            |            |
| 2014       | ploegenachtervolging          |            |            |            |            |
| 2015       | ploegenachtervolging          |            |            |            |            |
| 2016       |                               | stayeren   |            |            |            |
| 2017       |                               | stayeren   |            |            |            |
| 2018       | stayeren                      | stayeren   |            |            |            |